# Chór Wydziału Teologicznego Uniwersytetu Mikołaja Kopernika w Toruniu „Tibi Domine”
Chór Wydziału Teologicznego Uniwersytetu Mikołaja Kopernika w Toruniu "Tibi Domine" - chór uczelniany powstały w 1993 roku. Jego dyrygentem jest ks. dr Mariusz Klimek.

## Historia
Chór powstał w 1993 roku przy parafii św. Maksymiliana Marii Kolbego w Toruniu. Założycielem chóru i jego pierwszym dyrygentem jest ks. Wojciech Rychert. Od 2000 roku batutę dzierży ks. dr Mariusz Klimek.

## Repertuar
Mimo iż nurt muzyki sakralnej dominuje w repertuarze chóru, to nie stanowi jego całości. W dorobku Chóru "Tibi Domine" znajduje się kilkadziesiąt utworów o zróżnicowanym charakterze, jak:

### Utwory wokalno - instrumentalne
- IX symfonia d-moll - Ludwig van Beethoven
- Angelus - Wojciech Kilar
- Wielka Msza c-moll (KV 427)- Wolfgang Amadeus Mozart
- Requiem d-moll (KV 626) - Wolfgang Amadeus Mozart
- Carmina Burana - Carl Orff

### Utwory a cappella
- Zdrowaś bądź Maryja - Henryk Mikołaj Górecki
- Tenebrae Factae Sunt - Joseph Haydn
- Богородице Дево - Siergiej Rachmaninow
- Już się zmierzcha - Wacław z Szamotuł
- O cor Jesu - Heitor Villa-Lobos

### Kolędy
- Mizerna cicha - Stanisław Niewiadomski
- Wśród nocnej ciszy - Feliks Nowowiejski
- Lulajże, Jezuniu - Stefan Stuligrosz
- Stille Nacht - Franz Xaver Gruber

## Osiągnięcia
- 2003 I Ogólnopolski Konkurs Pieśni Pasyjnej w Bydgoszczy - 1. miejsce[1]

## Współpraca
Do stałych współpracowników chóru należy Agnieszka Morisson zajmująca się emisją głosu, oraz organista Marcin Łęcki.